# Gabriel-François de Brueys d'Aigalliers
Pour les articles homonymes, voir Brueys d'Aigalliers et Brueys.
Gabriel-François, baron de Brueys d'Aigalliers, né le 28 février 1743 à Uzès et mort le 26 mars 1806 à Nîmes, est un officier et homme politique français.

## Biographie
Il est élu à l'Académie du Gard en 1801.

## Distinction
- Chevalier de Saint-Louis

## Sources
- « Gabriel-François de Brueys d'Aigalliers », dans Adolphe Robert et Gaston Cougny, Dictionnaire des parlementaires français, Edgar Bourloton, 1889-1891 [détail de l’édition]